# さいたま市役所

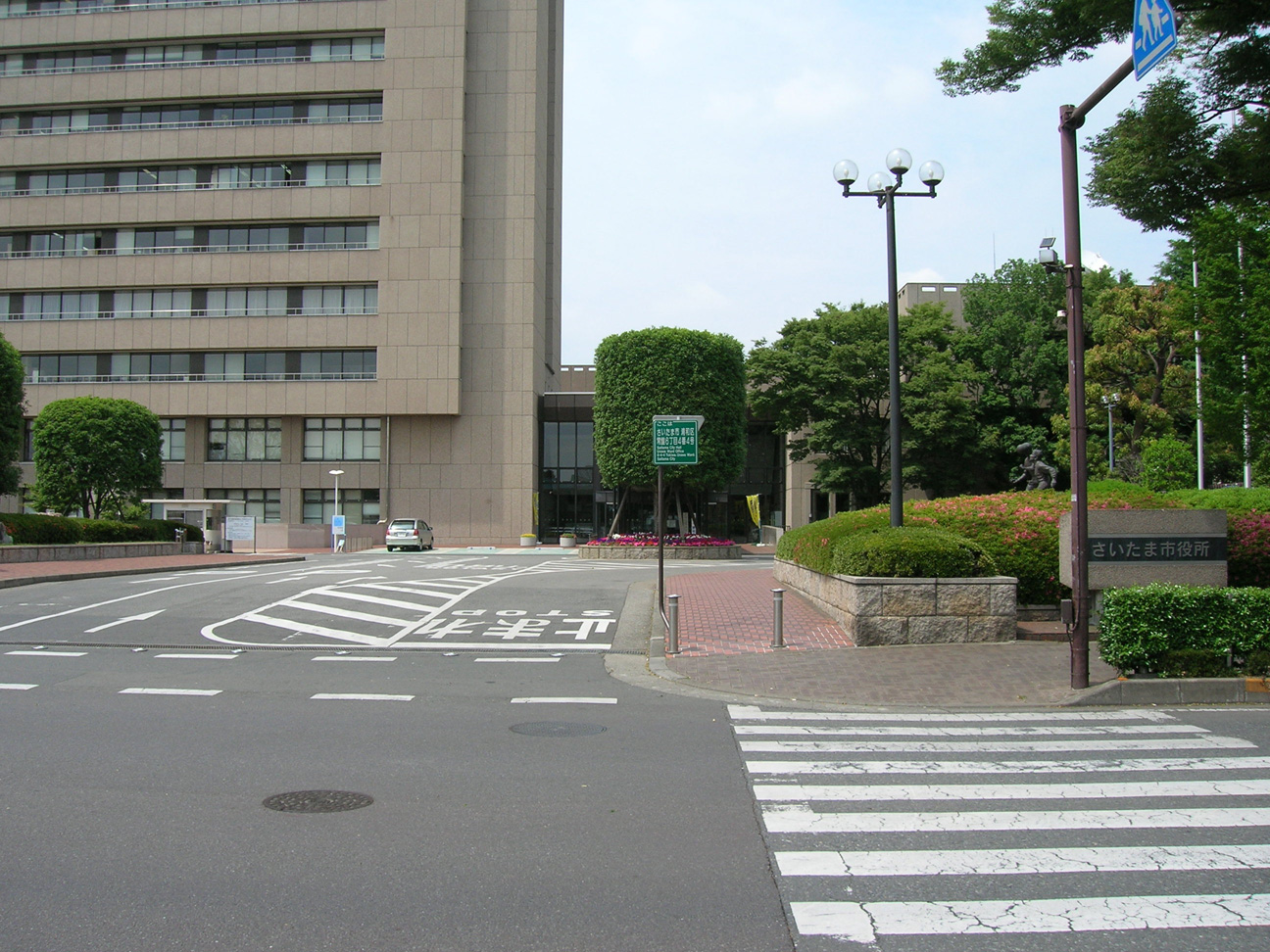
本庁舎 入口付近

さいたま市役所（さいたましやくしょ）は、日本の地方公共団体である埼玉県さいたま市の執行機関としての事務を行う施設（役所）である。

## 沿革
かつては浦和市役所の庁舎であった。大宮市・与野市との合併、さいたま市発足に伴い、1976年完成のため旧3市の市役所庁舎で最も築年数が浅い上、延床面積が広かったことから、さいたま市役所の本庁舎となっている。
- 1889年（明治22年） - 浦和町成立とともに、現在の仲町二丁目（うらわ美術館・ロイヤルパインズホテル浦和の場所）に町役場を設置。
- 1911年（明治44年） - 現在の仲町二丁目に木造2階建ての新庁舎が完成。1976年まで65年間使用される。次第に狭隘化し、岸町庁舎（現在の日本赤十字社埼玉県支部の場所）や旧浦和市公会堂なども使用した。
- 1934年（昭和9年） - 市制施行、市庁舎となる。
- 1971年（昭和46年）1月 - 常盤六丁目の埼玉大学旧校舎を改造、プレハブ庁舎を建設し、仲町の市庁舎が現在地へ移転する。旧庁舎は仲町庁舎として残存（教育委員会などは旧庁舎のまま）。
- 1976年（昭和51年）2月 - 現在の庁舎が完成（地上11階、地下2階建て）。3月に移転作業を実施し、分散が解消。
- 2001年（平成13年）5月1日 - 浦和市・大宮市・与野市が合併し、さいたま市が発足。浦和市役所の庁舎がさいたま市役所の本庁舎となる。市役所内には浦和総合行政センター（旧浦和市域を担当する統括支所）が併設される。
- 2003年（平成15年）4月1日 -さいたま市が政令指定都市に移行。浦和総合行政センターが廃止され、浦和区役所が併設される。
- 2006年（平成18年）12月17日 - 浦和レッドダイヤモンズJ1リーグ優勝パレードの優勝報告会場となる。
- 2015年（平成27年） - 1954年に埼玉大学の施設として建設された、敷地北側の第二別館が解体。耐震化工事に伴う仮配置棟が設置され、浦和区役所の仮庁舎となる。
- 2019年（平成31年）2月20日 - 本庁舎の耐震補強工事が完了[1]。浦和区役所も本庁舎内に戻る。仮配置棟は新しい第二別館として使用することになる。
- 2021年（令和3年）
  - 2月：さいたま市が「本庁舎整備等に係る基本的な考え方」を公表[2]。
  - 12月：さいたま市が「新庁舎整備等基本構想」を策定[3]。
- 2022年（令和4年）4月29日：「さいたま市役所の位置に関する条例」の改正議案がさいたま市議会で可決。さいたま新都心への庁舎の移転が決定[4][5]。
- 2024年（令和6年）
  - 3月：さいたま市が「さいたま市新庁舎整備等基本計画」を策定[6]。
  - 10月15日：さいたま市が「さいたま市新庁舎整備基本設計業務」の公募式プロポーザルを実施。最優秀提案者としてアール・アイ・エー・環境デザイン研究所設計共同体を特定[7][8][9]。

## 本庁舎
| 本館 | 概要 |
| ---- | --- |
| 11F  | 建設局 ・技術管理課 ・土木部（土木総務課、道路環境課、広域道路推進室、道路計画課、河川課） ・下水道部（下水道総務課、下水道財務課、下水道維持管理課、下水道計画課） |
| 10F  | 建設局 ・建築部（建築総務課、建築行政課、住宅政策課、営繕課、保全管理課、設備課） 農業委員会 ・農業振興課 ・農地調整課 |
| 9F   | 都市局 ・都市計画部（都市総務課、都市計画課、交通政策課、自転車まちづくり推進課、都市公園課、みどり推進課、見沼田圃政策推進室） ・まちづくり推進部（まちづくり総務課、市街地整備課） ・都心整備部（都心整備課） |
| 8F   | 市民局 ・市民生活部（市民生活安全課、コミュニティ推進課、人権政策・男女共同参画課） ・区政推進部 スポーツ文化局 ・スポーツ部（スポーツ振興課、スポーツ政策室、スポーツイベント課） ・文化部（文化振興課） ・オリンピック・パラリンピック部 |
| 7F   | 都市戦略本部 ・デジタル改革推進部（業務効率化・インフラ担当、情報システム担当） 環境局 ・環境共生部（環境創造政策課、環境対策課） ・資源循環推進部（資源循環政策課、廃棄物対策課） ・施設部（環境施設管理課） |
| 6F   | 財政局 ・財政部（資産経営課） ・契約管理部（契約課、調達課、工事検査課） ・税務部（税制課、市民税課、固定資産税課、収納対策課） |
| 5F   | 都市戦略本部 ・都市経営戦略部 ・行財政改革推進部 ・デジタル改革推進部（デジタル改革担当、データ・統計担当） ・未来都市推進部 経済局 ・商工観光部（経済政策課、労働政策課、産業展開推進課、商業振興課、観光国際課） |
| 4F   | 市長室 副市長室 市長公室 ・秘書課 |
| 3F   | 総務局 ・総務部（総務課、法務・コンプライアンス課、行政透明推進課） ・人事部（人事課、職員課、総務事務センター）、 財政局 ・財政部（財政課） 議会局 ・総務部（秘書総務課） ・議事調査部（議事課、調査法制課） |
| 2F   | 市長公室 ・広報課 ・広聴課 ・シティセールス推進課 財政局 ・財政部（庁舎管理課） 保健福祉局 ・保健部（健康増進課、地域医療課、生活衛生課、食品・医薬品安全課） ・福祉部（福祉総務課、生活福祉課、監査指導課、障害政策課、障害支援課、国民健康保険課、年金医療課） ・長寿応援部（高齢福祉課、いきいき長寿推進課、介護保険課） 子ども未来局 ・子ども育成部（子育て支援推進、青少年育成課） ・幼稚未来部（幼児政策課、のびのび安心子育て課、保育課） |
| 1F   | 出納室 ・出納課 ・審査課 浦和区役所 ・くらし応援室 ・区民生活部（総務課、地域商工室、コミュニティ課、区民課） ・健康福祉部（福祉課、支援課、高齢介護課、保険年金課） |
| B1F  | 夜間・休日受付窓口、コンビニ、ランチルーム、健康相談室、清掃管理事務所、職員組合事務室、厚生室、警備員室、防災センター |

| 第二 別館 | 概要 |
| --------- | --- |
| ２F       | 教育委員会 ・管理部（教育総務課、教育政策室、教育財務課、学校施設課） ・生涯学習部（生涯学習振興課、人権教育推進室、文化財保護課） 監査委員 ・監査課 |
| 1F        | 教育委員会 ・学校教育部（学事課、教職員人事課、教職員給与課、指導１課、特別支援教育室、指導２課、高校教育課、健康教育課）                            |

| ときわ 会館 | 概要                                                      |
| ----------- | --------------------------------------------------------- |
| ３F         | 選挙管理委員会 ・選挙課 人事委員会 ・任用調査課           |
| ２F         | 財政局 ・南部市税事務所（個人課税課、納税調査課、納税課） |
| １F         | 財政局 ・南部市税事務所（資産課税課）                     |
| B1F         | 環境局 ・資源循環推進部（産業廃棄物指導課）               |

| 浦和医師 会館 | 概要                                    |
| ------------- | --------------------------------------- |
| 1F            | 浦和区役所 ・健康福祉部（保健センター） |

## アクセス
- 浦和駅西口2番乗り場から国際興業バス 浦12-2:市役所経由 桜区役所ゆき・浦桜13-3:市役所・桜区役所経由 大久保浄水場行きで、約5分
- 浦和駅西口、北浦和駅西口から徒歩約15分

## 業務時間
- 平日の8時30分から17時15分（土休日・年末年始を除く）

## 周辺
- さいたま市消防局・さいたま市浦和消防署・さいたま市危機管理センター - 市庁舎と接続している。
- さいたま市水道局
- うらわセントラルガーデン - 昭和63年度手づくり郷土賞（小さなふれあい広場）受賞。
- 埼玉県庁
- 埼玉県警察本部
- 埼玉県危機管理防災センター
- 埼玉県浦和警察署
- 埼玉県知事公館
- 浦和地方合同庁舎・自衛隊埼玉地方協力本部
- 国道17号・国道463号重複区間（中山道） - 庁舎の東側を通る。
- 町谷本太線（市役所通り） - 庁舎の南側を通る。
- 埼玉県道57号さいたま鴻巣線（新六間道路）
- ロイヤルパインズホテル浦和・うらわ美術館
- さいたま商工会議所 総務本部
- さいたま地方裁判所
- さいたま地方検察庁
- NHKさいたま放送局
- テレビ埼玉 本社
- 埼玉りそな銀行 本社
- NTT東日本-関信越 本社・さいたま新常盤ビル
- 埼玉大学教育学部附属小学校
- さいたま市立仲町小学校
- ひなぎく幼稚園

## 新庁舎整備の検討
2000年（平成12年）9月5日に旧浦和市・大宮市・与野市の間で調印された合併協定書では、「新市の事務所の位置は、当分の間、現在の浦和市役所の位置とする」「将来の新市の事務所の位置については、さいたま新都心周辺地域が望ましいとの意見を踏まえ、新市成立後、新市は、交通の事情、他の官公署との関係など、市民の利便性を考慮し、将来の新市の事務所の位置について検討するものとする」とされた。さいたま市は、この合併協定書は市町村合併に関する最も重要な文書であり、内容は最大限尊重されるべきものであるとし、本庁舎整備を重要な課題として検討に取り組んでいる。
2001年（平成13年）5月1日のさいたま市誕生を経て、2002年（平成14年）4月、市は「新市庁舎庁内検討会議」を立ち上げた。他の政令指定都市における市役所の規模や立地条件、市役所と区役所の役割分担、耐震性、庁舎整備基金などについて、2008年（平成20年）度まで基礎的な調査を行った。2008年（平成20年）11月には、将来の庁舎の整備に関して必要な事項を検討するため、市民が参加する検討組織として「さいたま市庁舎整備検討委員会」を設置した。2011年（平成23年）度まで7回にわたって会議が開催され、幅広い意見が寄せられた。
2012年（平成24年）12月、市は地方自治法に基づく附属機関として「さいたま市本庁舎整備審議会」を設置した。同審議会は、学識経験者や自治会代表など24人で構成された。市長の諮問に応じて、本庁舎の整備に関する基本的な考え方、機能、規模、位置、整備の進め方などについて21回にわたる調査審議を行い、2018年（平成30年）5月30日に答申を市長へ手渡した。答申には、本庁舎の全体規模として4万 m2程度が必要であるとの想定が記された。また、位置については、浦和駅・大宮駅・さいたま新都心駅からそれぞれ半径800 mのエリアを候補地区として比較検討を行い、総合的にみてさいたま新都心駅周辺が最も望ましいとした。答申を踏まえ、2019年（平成31年・令和元年）度、市は本庁舎の整備に関する諸条件を満たす土地があるかなどについて調査を実施した。諸条件を基に土地の抽出と評価を行い、同年10月までに、「食肉中央卸売市場ほか街区」（大宮区吉敷町二丁目ほか）、「コクーン2・3街区」（大宮区吉敷町四丁目）、「さいたま新都心バスターミナルほか街区」（大宮区北袋町一丁目）の3つの適地があることを確認した。調査報告書では、財政負担軽減のための民間収益施設との複合化を設定してコストシミュレーションが行われ、各適地のイニシャルコストおよびランニングコストの算出結果や検討課題などが示された。
その後、市は合併協定書やさいたま市本庁舎整備審議会の答申を尊重しつつ総合的な検討を行った。2021年（令和3年）2月、本庁舎整備の方針と本庁舎移転後の現庁舎地の在り方について一定の方向性をまとめ、「本庁舎整備等に係る基本的な考え方」として公表、さいたま市議会2月定例会で市長の清水勇人が説明を行った。ここで、新庁舎の整備場所を「さいたま新都心バスターミナルほか街区」とすることや、合併から30年となる2031年（令和13年）をめどに新庁舎の供用開始を目指すことが示された。整備場所の決定に当たっては、答申の諸条件のほか、財政負担軽減効果や整備スケジュールの視点からも比較・検討が行われた。また、現庁舎地については、消防署や区役所機能を引き続き確保することを前提として、「多様な世代に愛され、県都・文教都市にふさわしい感性豊かな場所」を目指すとされ、ふさわしい利活用のイメージとして「文化芸術拠点」「教育・先端研究拠点」「市民交流拠点」が示された。2021年（令和3年）度には、新庁舎整備等基本構想の検討に向け、市民ワークショップやタウンミーティングを行って意見を収集し、同年10月15日の素案公表を経て、同年12月17日に基本構想が策定された。新庁舎整備の基本理念として、「都市づくりの一翼を担う庁舎」「シンボルとなる庁舎」「SDGsに配慮した環境にやさしい庁舎」などが掲げられた。民間施設との複合化を考慮することとし、これによる財政支出の削減効果が見込まれ、イニシャルコストは合計で約221億円と算定したとされた。また、諸条件を加味した結果、建物はおおむね20階程度（90 - 100 m程度）と想定されるとした。策定と同じ12月17日、清水はさいたま市議会12月定例会最終日の閉会挨拶にて、市役所の位置に関する条例の改正案を提出する予定であることを表明したが、提出時期については未定としていた。2022年（令和4年）4月前半には、新庁舎整備と現庁舎地利活用の検討経緯や市の方針に関して、近隣住民を対象とした説明会を開催した。
2022年（令和4年）4月22日の記者会見で、市長の清水は、同28日に開く市議会臨時会へ庁舎の移転に必要な条例改正案を提出することを発表した。28日から同29日未明にかけて開かれた令和4年さいたま市議会4月臨時会において、「さいたま市役所の位置に関する条例の一部を改正する条例」議案が特別多数議決により可決され、市役所本庁舎の移転が決定した。なお、議案を審議した総合政策委員会では、「将来的に、市役所の所在地については、さいたま新都心にふさわしい住居表示の実施を検討すること」とする付帯決議が可決された。その後、検討状況の周知と意見聴取のため、オープンハウスや市民ワークショップを開催した。同じく2022年（令和4年）度、新庁舎整備等基本計画の策定に向けて必要な事項を調査審議するため、市は新たな「さいたま市本庁舎整備審議会」を設置し、2023年（令和5年）1月25日に第1回会議が開かれた。また7月には、新庁舎整備等基本計画の検討状況についての中間報告会が開催された。審議会が5回開催された後、取りまとめが行われ、2024年（令和6年）3月に基本計画が策定された。